# Bateria da ilha de Bragança
A Bateria da ilha de Bragança, também referida como Vigia da ilha de Bragança, localizava-se na ilha de Bragança, no canal Norte da foz do rio Amazonas, poucos quilômetros ao Norte da vila (atual cidade) de Macapá, no estado do Amapá, no Brasil.

## História
Trata-se de uma bateria erguida em 1802 por determinação do então governador da Província do Pará, Francisco de Sousa Coutinho, com a função de vigia daquele trecho do rio Amazonas, acesso à vila do Macapá. Em faxina e terra, era guarnecida por um destacamento da Fortaleza de São José do Macapá, e teve efêmera duração (GARRIDO, 1940:28-29).
BAENA afirma que a sua posição fora mal escolhida, uma vez que o horizonte ficava coberto pela ilha Curuá, e um inimigo podia entrar despercebido pelo rio Araguari ou pelo rio da Pedreira. (OLIVEIRA, 1968:751)
BARRETTO (1958) classifica-a como uma simples Vigia, e dá-a como desarmada e abandonada (op. cit., p. 71).
OLIVEIRA (1968), por outro lado, complementa que a vigia logo se transformou em um posto avançado, sendo armada com uma bateria, guarnecida com soldados da Praça de Macapá, sendo posteriormente desarmada, em data desconhecida (op. cit., p. 751).